# Chagarcía Medianero
Chagarcía Medianero ist ein kleiner Ort und eine westspanische Gemeinde (municipio) mit 73 Einwohnern (Stand: 2024) in der Provinz Salamanca in der Autonomen Gemeinschaft Kastilien-León. Neben dem Hauptort Chagarcía Medianero gehört die Ortschaft Juarros zur Gemeinde.

## Lage
Chagarcía Medianero liegt etwa 45 Kilometer südsüdöstlich von Salamanca in einer Höhe von ca. 1040 m.

## Bevölkerungsentwicklung
| Jahr      | 1900 | 1950 | 1960 | 1970 | 1981 | 1991 | 2001 | 2011 | 2021 |
| Einwohner | 391  | 350  | 333  | 276  | 225  | 181  | 142  | 97   | 64   |

## Sehenswürdigkeiten
- Kirche Maria Rosenkranz (Iglesia de Nuestra Señora del Rosario)

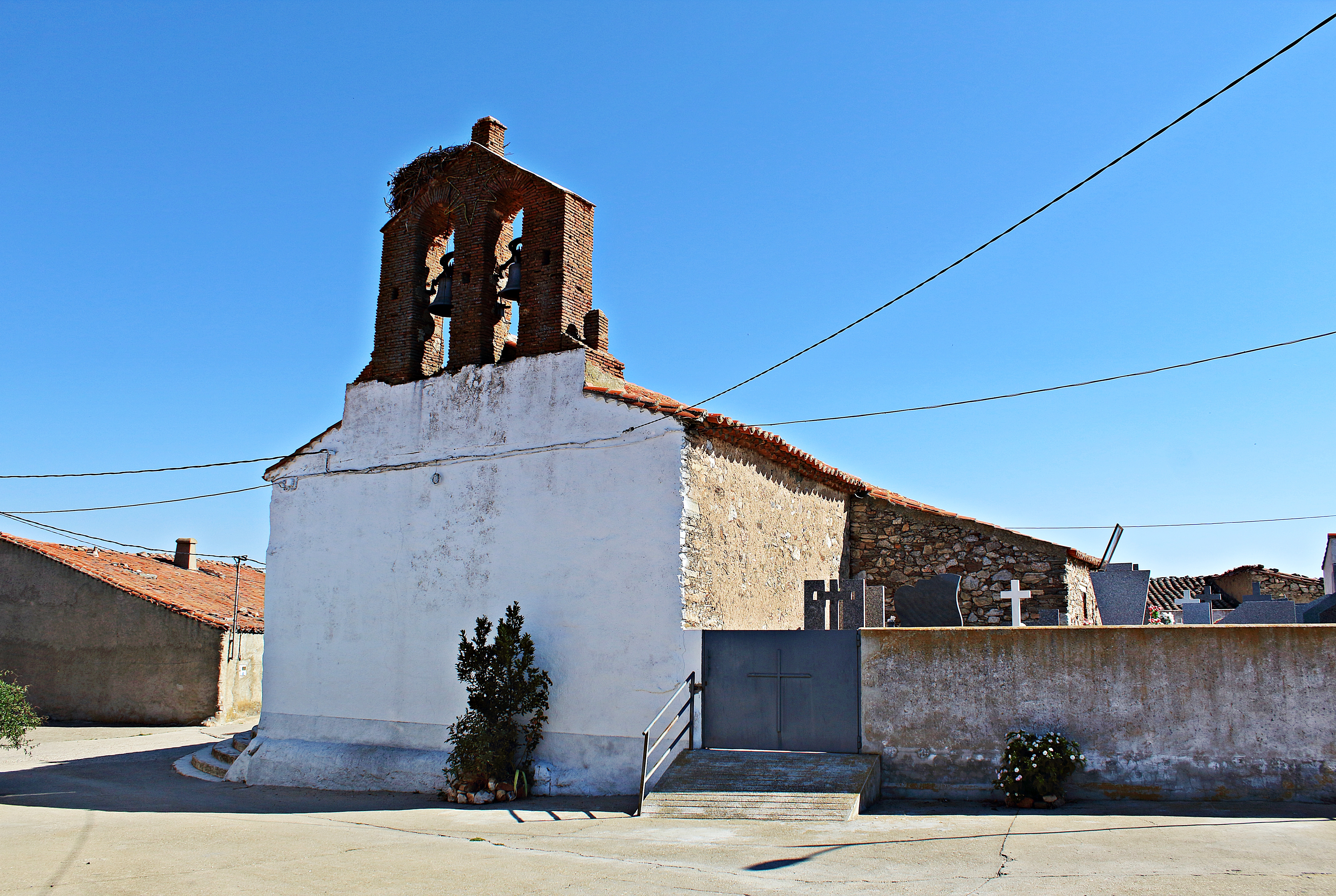
Kirche Maria Rosenkranz
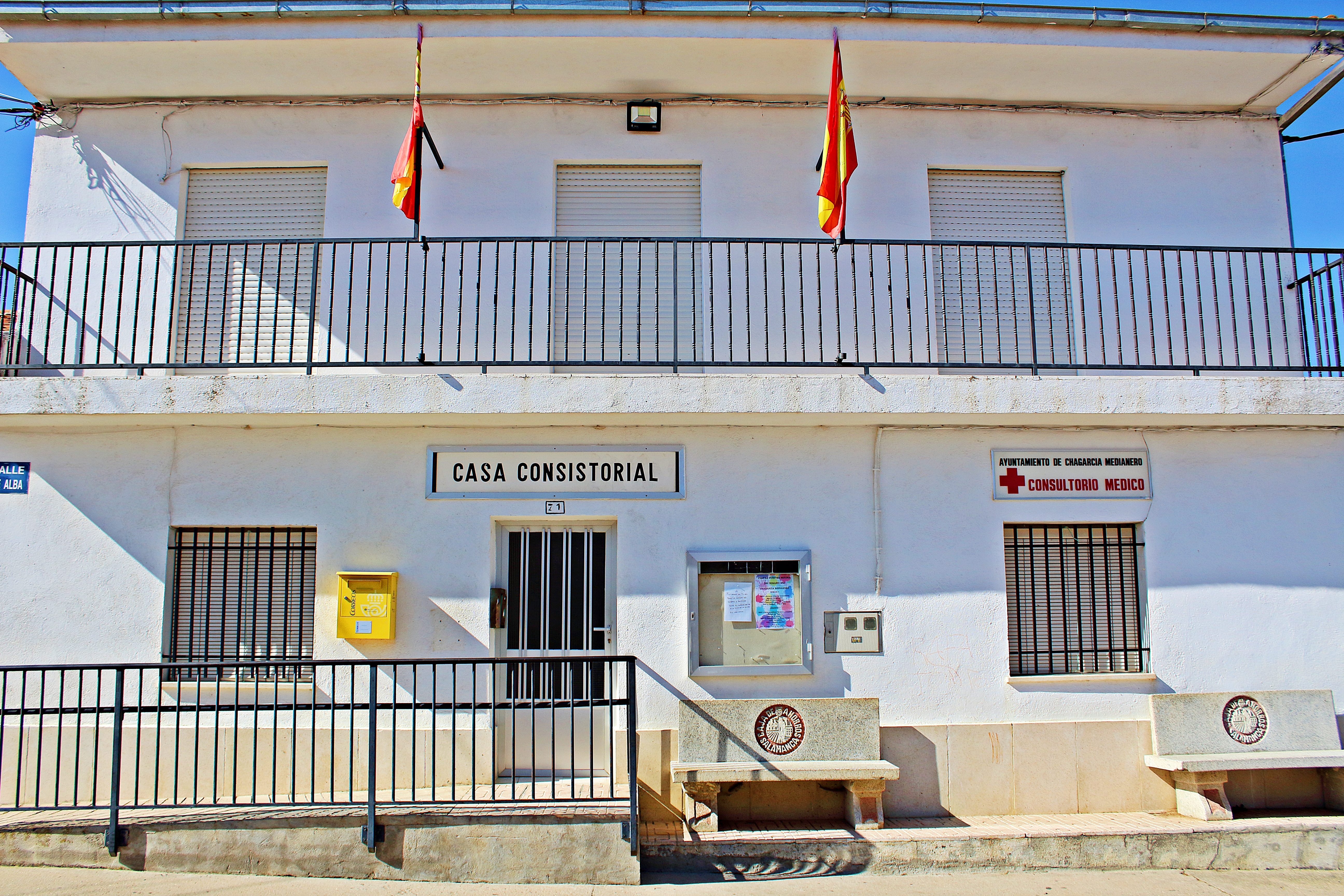
Rathaus